# Ivan Illich
Ivan Illich (4. září 1926 – 2. prosince 2002) byl rakouský filozof, teolog a sociální teoretik anarchisticko-katolické orientace známý svou kritikou západní civilizace a technologického pokroku.

## Život
Narodil se ve Vídni v chorvatsko-židovské rodině. Vystudoval histologii a krystalografii na univerzitě ve Florencii, teologii a filozofii na Papežské univerzitě Gregoriana ve Vatikánu a historii na univerzitě v Salcburku. Po druhé světové válce přesídlil do Spojených států, kde se stal knězem na chudém newyorském předměstí Washington Heights obývaném předevšími portorikánskými imigranty. Tato zkušenost ho jednak roku 1956 přivedla na katolickou univerzitu v Portoriku, a také k úvahám o vzdělávacím systému a pedagogice, které shrnul v knize Deschooling Society z roku 1971, jíž vstoupil do veřejného prostoru. Roku 1961 založil Centro Intercultural de Documentación v mexickém městě Cuernavaca, které školilo misionáře a dobrovolníky programu Alliance for Progress, který inicioval prezident John F. Kennedy. Iliich se snažil misionáře vést k respektování místních kultur a nerozšiřování západní hegemonie do Třetího světa, kterou vyčítal Vatikánu. Jeho další spor s Vatikánem se týkal boje proti antikoncepci. V závěru života mu na obličeji rostl nádor, který se nedařilo lékařům zpacifikovat, což vedlo k jeho sžíravé kritice moderní medicíny. Bolesti tišil kouřením opia, meditací a jógou.

## Dílo
V knize Deschooling Society žádal odinstitucionalizovat systém vzdělávání. Podle něj by tato deinstitutionalizace vedla k deinstituonalizaci celé společnosti, a tím její větší svobodě a demokratizaci. Tento koncept se v 70. letech stal velmi vlivným na evropské levici, ale stejně tak mezi liberály, kteří jeho teze pochopili jako doporučení aplikovat na systém školství princip volného trhu.
V knize Tools for Conviviality z roku 1973 své myšlenky zobecnil a podrobil kritice základní princip západního světa: technokracii. Varoval před „radikální monopolizací“, které technokraté, majitelé expertního vědění, mohou docílit v oblastech jako je zdravotnictví, školství, produkce potravin či urbanismus. Tento trend podle Illicha vede jen k „modernizované chudobě“.
Třetí svou nejznámější knihu publikoval roku 1974: Medical Nemesis. Zde zaútočil na západní medicínu. Varoval před medikalizací různých problémů lidského života a upozornil na to, kolik vedlejších účinků moderní lékařská péče má, a v jak masovém měřítku způsobuje závislost na lécích. To souvisí s jeho obecnou tezí, že západní společnost je kontraproduktivní – její vymoženosti stojí obrovské prostředky a jejich účinnost a smysluplnost je sporná (dalším příkladem pro něj byl automobilismus). Kontraproduktivita přechází v plnou iracionalitu ("specific diseconomy"), kdy „zdravotnický průmysl vyrábí nemoci, vzdělávací instituce zvyšují neznalost, soudní systém udržuje nespravedlnost a systémy národní obrany zvyšují rizika národní bezpečnosti“.

### České překlady
- Odškolnění společnosti, Praha, SLON 2001.
- Limity medicíny, Brno, Emitos 2012.